# Liste der Gesandten der Republik und des Kantons Wallis an die eidgenössische Tagsatzung
Die Liste der Gesandten der Republik und des Kantons Wallis an die eidgenössische Tagsatzung zeigt die Walliser Tagsatzungsgesandte zwischen 1815 und 1848.
| Amtszeit  | Name                          |
| --------- | ----------------------------- |
| 1815–1818 | Kaspar Eugen von Stockalper   |
| 1815–1816 | Michel Dufour                 |
| 1817–1818 | Gaspard-Etienne Delasoie      |
| 1819–1820 | Anton Augustini               |
| 1819–1820 | Isaac de Rivaz                |
| 1821–1822 | Charles-Emmanuel de Rivaz     |
| 1821–1922 | Moritz von Stockalper         |
| 1823      | Leopold de Sepibus            |
| 1823–1826 | Eugen von Stockalper          |
| 1824–1826 | Janvier de Riedmatten         |
| 1827–1830 | Philippe Morand               |
| 1827–1832 | Moritz von Stockalper         |
| 1831–1836 | Charles Macognin de laPierre  |
| 1833–1836 | Joseph-Emmanuel de Riedmatten |
| 1837–1838 | Joseph Barman                 |
| 1837      | Joseph Theodul Burgener       |
| 1838      | Franz Kaspar Zen Ruffinen     |
| 1840–1841 | Joseph Barman                 |
| 1840      | Charles-Louis de Rivaz        |
| 1841–1842 | Ignaz Zen Ruffinen            |
| 1842      | Pierre Torrent                |
| 1843–1844 | Emmanuel Ganioz               |
| 1843      | Antoine Luder                 |
| 1844–1847 | Adrien de Courten             |
| 1845      | Xavier de Cocatrix            |
| 1846–1847 | Camille de Werra              |
| 1848      | Maurice Barman                |
| 1848      | Franz Kaspar Zen Ruffinen     |
| 1848      | Charles-Louis de Bons         |
| 1848      | Henri Ducrey                  |